# 1199 Geldonia
1199 Geldonia eller 1931 RF är en asteroid i huvudbältet som upptäcktes 14 september 1931 av den belgiske astronomen Eugène Joseph Delporte i Uccle. Den har fått sitt namn efter det latinska namnet på en belgiska staden Jodoigne.
Asteroiden har en diameter på ungefär 30 kilometer och den tillhör asteroidgruppen Eos.